# أصلات وأشباهها
الأصلات وأشباهها، (الاسم العلمي: Pythonoidea)، أو (بالإنجليزية: Pythonoid Snakes)‏، هي فصيلة عليا من الثعابين تتضمن ثعابين فصيلة الأصلات بالإضافة إلى الثعابين التي تتشابه صفاتها بشكل قريب جداً مع هذه الفصيلة (عدا ثعابين فصيلة البواء التي لديها فصيلة عليا مستقلة هي بواء وأشباهها).
بحلول العام 2018 تضمنت هذه الفصيلة العُليا 43 نوعاً من الثعابين والتي بدورها تنتمي لمجموعة من الأجناس، 8 من هذه الأجناس توجد ضمن فصيلة الأصلات إضافةً إلى 3 أجناس أخرى، أحدها يوجد ضمن فصيلة Loxocemidae واثنان ضمن فصيلة حدَّابيات ‏.